# Dihydrohélénaline
La dihydrohélénaline est un lactone sesquiterpenique, constituant majeur de Arnica montana et de Arnica chamissonis subsp foliosa. Avec l'hélénaline, responsable de l'amertume, elles semblent être les constituants produisant les propriétés anti-inflammatoires et analgésiques de ces plantes.